# Mabel Dodge Luhan
Mabel Dodge Luhan, nata Mabel Ganson (Buffalo, 26 febbraio 1879 – Taos, 13 agosto 1962), è stata una mecenate e scrittrice statunitense, promotrice della colonia artistica di Pueblo di Taos.

## Biografia

### Primi anni di vita
Mabel Ganson era figlia di Charles Ganson, un ricco banchiere di Buffalo, e di sua moglie Sarah Cook. Cresciuta negli ambienti d'elite di Buffalo e accudita da una bambinaia durante la sua infanzia, la Ganson frequentò la scuola episcopale femminile di Saint Margaret fino all'età di sedici anni, per poi andare a studiare a New York. Nel 1896, soggiornò in Europa e andò a studiare presso la scuola di perfezionamento Chevy Chase di Washington.
Ganson scoprì di essere bisessuale quando era giovane. I suoi incontri intimi con altre donne sono documentati nella sua autobiografia Intimate Memories (1933).
Mabel Ganson si sposò la prima volta nel 1900 all'età di 21 anni con Karl Evans, figlio di un armatore a vapore. Il loro primo matrimonio avvenne in segreto in quanto il padre di lei non apprezzava Evans. Le nozze ufficiali avvennero invece presso la Trinity Church, situata di fronte alla Buffalo Society. I due ebbero un figlio, ma Evans morì due anni e mezzo dopo mentre era a caccia.
Nella primavera del 1904, Ganson venne ritratta in abito da lutto da Adolfo Müller-Ury per la nonna di lei Nancy S. Ganson. La famiglia mandò Ganson a Parigi quando iniziò una relazione con un importante ginecologo di Buffalo. Durante il novembre del 1904, Ganson sposò un ricco architetto di nome Edwin Dodge, da cui acquisì il cognome.

### Carriera

#### Firenze
Tra il 1905 e il 1912, la famiglia di Mabel Dodge visse nell'imponente magione medicea di Villa Curonia ad Arcetri, vicino a Firenze. Nella sua dimora, Ganson accolse i due fratelli Gertrude e Leo Stein, Alice Toklas, più vari artisti del luogo e di Parigi come André Gide. Il travagliato interesse amoroso che Dodge provava per il suo autista la spinse a tentare il suicidio due volte: la prima ingerendo dei fichi contenenti delle schegge di vetro; la seconda bevendo del laudano.

#### New York e Provincetown
Durante la metà del 1912, periodo in cui i contrasti all'interno della sua famiglia si acuiti a dismisura, Mabel Dodge tornò negli Stati Uniti, dove si dedicò al mecenatismo. Inaugurò anche un salotto letterario presso il numero 23 di Fifth Avenue, a Greenwich Village, a New York, che era frequentato, fra gli altri, da Carl Van Vechten, Margaret Sanger, Emma Goldman, Charles Demuth, "Big Bill" Haywood, Max Eastman, Lincoln Steffens, Hutchins Hapgood, Neith Boyce, Walter Lippmann e John Reed. Dodge ispirò il personaggio fittizio di Edith Dale del romanzo Peter Whiffle, scritto da Van Vechten. Nel corso di una "cerimonia" improvvisata, l'antropologo Raymond Harrington fece provare a Dodge e delle sue amiche il peyote, una pianta grassa dalle proprietà psicotrope.
Nel 1913 Dodge pubblicizzò la mostra di arte moderna Armory Show distribuendo un opuscolo raffigurante un ritratto di lei presso Villa Curonia realizzato da Gertrude Stein. Tale immagine contribuì a renderla più nota al pubblico.
Dodge salpò alla volta dell'Europa alla fine del mese di giugno 1913 assieme a John "Jack" Reed, che aveva da poco organizzato lo sciopero della seta di Paterson. Dopo essere giunti a Parigi, i due iniziarono una relazione amorosa e intrecciarono dei rapporti con amici vecchi e nuovi, come Gertrude Stein e Pablo Picasso. Successivamente, i due andarono a vivere a Villa Curonia, ove verrà ospitato Arthur Rubinstein. Dopo un periodo trascorso serenamente, Reed, che era abituato a vivere a contatto con le persone, iniziò a provare un profondo disagio per lo stile di vita lussuoso e isolato della compagna. Dodge pensò quindi che il desiderio di Reed di entrare in contatto con gli altri fosse una forma di rifiuto nei suoi confronti. Durante la fine di settembre del 1913, i due tornarono a New York. A ottobre, Reed venne richiamato dal Metropolitan Magazine per documentare gli eventi della rivoluzione messicana. Dodge lo seguì fino alla città di confine di Presidio, ma lo lasciò dopo pochi giorni.
Nel 1915, Dodge, che aveva fatto la conoscenza del pittore Maurice Sterne, andò con lui a New York. Tra il 1914 e il 1916, si sviluppò un forte legame intellettuale tra le due intellighenzia dei quartieri nuovaiorchesi di Greenwich Village e di Provincetown, e Dodge decise di entrare in stretto contatto con il gruppo artistico dei Provincetown Players. In questo periodo, la donna divenne anche rivale di Mary Heaton Vorse.
Nel 1916, Dodge lavorò come giornalista per la Hearst Organization, e si trasferì a Finney Farm, una grande tenuta di Croton-on-Hudson. Sterne, che in quell'anno diventò il terzo marito di Dodge, viveva in un cottage dietro la casa principale; Dodge dette a Reed la possibilità di adibire a studio il terzo piano della casa.

#### Santa Barbara
Durante questo periodo, Dodge iniziò anche a trascorrere lunghi periodi di tempo a Santa Barbara, in California, dove l'amico Lincoln Steffens aveva dei parenti (la sorella di Steffens, Lottie, era sposata con l'allevatore locale John J. Hollister).

#### Taos

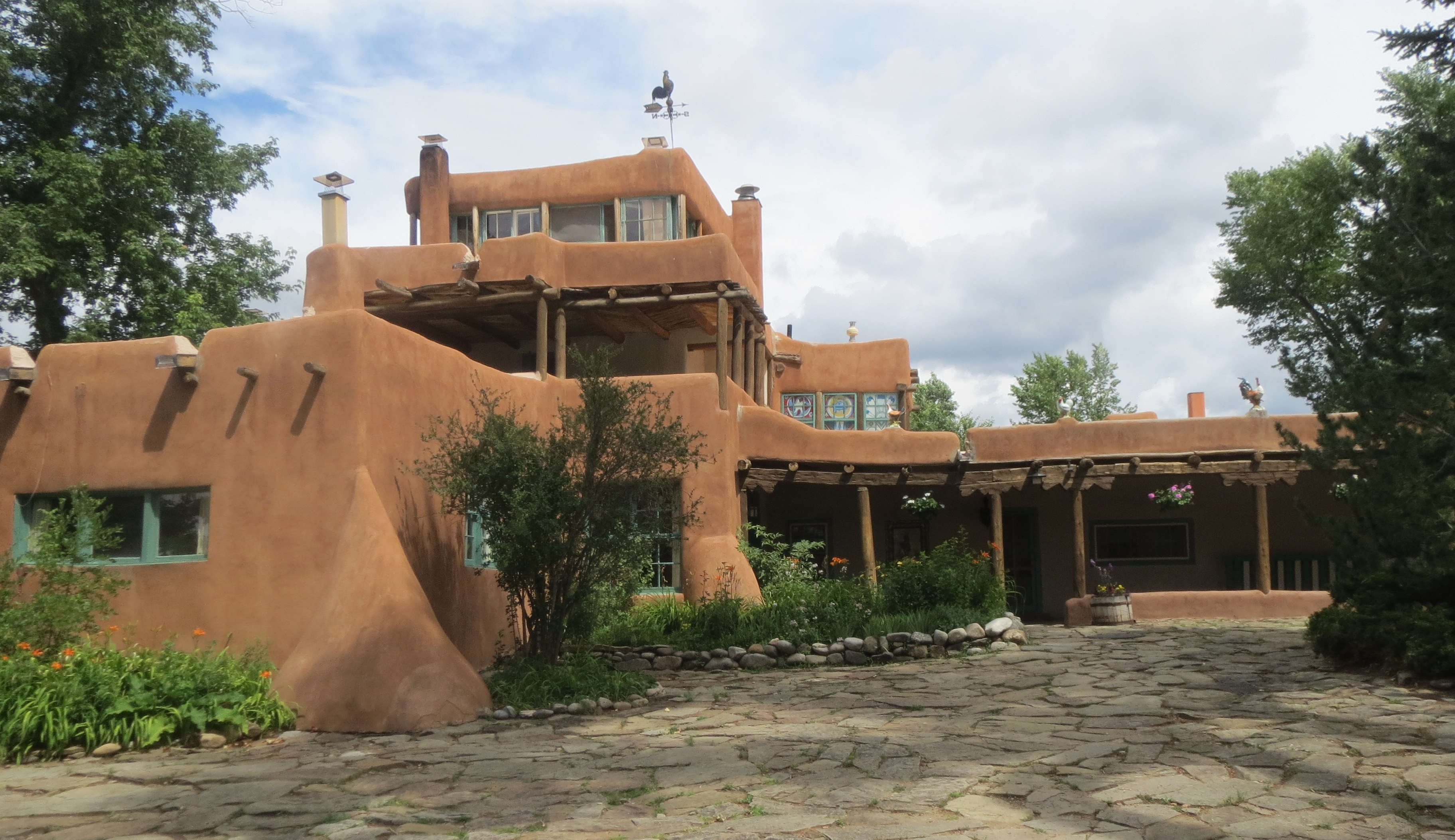
La casa di Mabel Dodge Luhan, a Taos

Nel 1917, Dodge, suo marito ed Elsie Clews Parsons si trasferirono a Taos, nel Nuovo Messico, dove fondò una colonia letteraria. Su consiglio di Tony Lujan, un nativo americano che sposerà nel 1923, Dodge acquistò una proprietà di 49.000 metri quadrati conosciuta come Mabel Dodge Luhan House. Lujan allestì una tenda indiana davanti a casa sua, e la corteggiava ogni notte suonando il tamburo. Sebbene Sterne avesse acquistato un fucile con l'intenzione di minacciare Lujan qualora avesse continuato ad adulare la moglie, egli si dimostrò reticente a ogni intento omicida, e preferì redarguirla. Dodge e Sterne si separarono, ma lei continuò a sostenerlo economicamente fino al 1921, anno in cui divorziarono.
Lo scrittore inglese David Herbert Lawrence e sua moglie Frieda vennero entrambi ospitati a Taos da Dodge agli inizi di settembre del 1922. Diversi scritti documentano il burrascoso rapporto che vi fu fra Lawrence, la moglie, Brett e Mabel Dodge Sterne, tra cui le memorie di Lawrence e Dodge, e Taos Quartet in Three Movements (1950) di Merle Armitage.
Mentre si trovavano a Taos, Dodge e Lujan ospitarono artisti e poeti influenti, tra cui Marsden Hartley, Arnold Rönnebeck, Louise Emerson Ronnebeck, Ansel Adams, Willa Cather, Walter Van Tilburg Clark, Robinson Jeffers e sua moglie Una, Florence McClung, Georgia O'Keeffe, Rebecca Salsbury James, Mary Hunter Austin, Mary Foote, Frank Waters, Jaime de Angulo, Aldous Huxley, ed Ernie O'Malley.

### Morte
Dodge morì nella sua villa a Taos nel 1962, e fu sepolta nel cimitero di Kit Carson.
La casa di Mabel Dodge Luhan venne designata monumento storico nazionale.

## Opere
- Lorenzo in Taos, 1932
- Intimate Memories, 1933
- Winter in Taos, 1935
- Movers and Shakers, 1936
- Edge of Taos Desert: An Escape to Reality, 1937